# Sollyckans kyrka
Sollyckans kyrka är en kyrkobyggnad som tillhör Varbergs församling i Göteborgs stift. Den ligger vid stadsdelen Håsten i östra Varberg.

## Kyrkobyggnaden
Kyrkan uppfördes efter ritningar av Jerk Alton och invigdes 26 juni 2005 av biskop Carl Axel Aurelius. Kyrkorummet har en åttakantig planform.

## Interiör och inventarier
Altarfönstret har en glasmålning med motivet Jakobs trappa (1 Mosebok 28:12). Ovanför altaret hänger ett ikonkors. Vänster om altaret står ett processionskors.